# Cirilo Flores
Cirilo B. Flores (Corona, 20 de junio de 1948-San Diego, 6 de septiembre de 2014) fue un prelado estadounidense que se desempeñó como obispo de la Diócesis de San Diego en California. Antes de ser nombrado en 2012 fue obispo auxiliar de la Diócesis de Orange entre 2009 y 2012.
Como obispo fue sucesor del obispo de San Diego, Robert Henry Brom, que alcanzó la edad para la jubilación obligatoria en 2013.

## Juventud
Cirilo Flores nació en Corona, California. En su familia eran seis hermanos, cuatro chicos y dos chicas. Su padre era de Sinaloa, México. Estudió en el Corona Unified School District y en el St. Edward School. Tras graduarse de Notre Dame High School de Riverside en 1966, estudió en la Universidad Loyola Marymount de Los Ángeles. 
En 1968 entró en el noviciado de la Sociedad de Jesús, pero lo dejó en pos de una carrera en el mundo del derecho. Completó su grado en la Universidad Loyola Marymount en 1970. A posteriori dijo: "Estaba en conflicto. No podía decidir si quería ser un sacerdote o un abogado"
Estudió en la Facultad de Derecho de la Universidad Stanford, obteniendo el título de Juris Doctor en 1976. Ejerció en el Sur de California durante diez años, centrado en los litigios comerciales. También trabajó en firmas legales en Beverly Hills y Newport Beach. Sintiendo una llamada al sacerdocio, entró en el Seminario de San Juan en Camarillo en 1986, obteniendo el Master of Divinity (M.Div.) que es prerrequisito para la ordenación sacerdotal.

## Sacerdocio
Flores fue ordenado sacerdote por el obispo Norman Francis McFarland el 8 de junio de 1991. El entonces padre Flores sirvió como vicario de la parroquia de Santa Bárbara en Santa Ana y en San Joaquín, Costa Mesa.
Tras servir brevemente como administrador de la parroquia de Nuestra Señora de Monte Carmelo en Newport Beach, Flores pasó a ser vicario de Nuestra Señora de Guadalupe, en La Habra en 1997. Fue pastor de la parroquia de Santa Ana en julio de 2000 y después de San Norberto, en Orange en septiembre de 2008.
Flores fue también miembro del consejo financiero diocesano, de la junta de personal y de la junta editorial del periódico de la diócesis (el Orange County Catholic).

## Carrera episcopal

### Obispo auxiliar de Orange
El 5 de enero de 2009 Flores fue nombrado obispo auxiliar de la Diócesis de Orange y obispo titular de Quiza por el papa Benedicto XVI. Recibió su consagración el siguiente 19 de marzo de manos del obispo Tod David Brown, con los obispos Dominic Mai Luong y Norman McFarland actuando como coconsagradores, en la Iglesia de San Columbano de Garden Grove. Eligió como lema episcopal "Para una mayor gloria de Dios"

### Obispo coadjutor de San Diego
El miércoles 4 de enero de 2012, el Nuncio Apostólico ante los Estados Unidos anunció el nombramiento de Flores como obispo coadjutor de la Diócesis de San Diego, en California. Como tal, fue el sucesor nato del obispo de San Diego Robert Henry Brom, que alcanzó la edad de jubilación obligatoria en 2013.